# Gdyby ściany mogły mówić 2
Gdyby ściany mogły mówić 2 (ang. If These Walls Could Talk 2) – amerykański telewizyjny dramat filmowy z 2000 roku, składający się z trzech nowel w reżyserii Jane Anderson, Marthy Coolidge i Anne Heche.

## Obsada

### Nowela1961
- Vanessa Redgrave – Edith Tree
- Marian Seldes – Abby Hedley
- Paul Giamatti – Ted Hedley
- Elizabeth Perkins – Alice Hedley
- Jenny O’Hara – Marge Carpenter
- Marley McClean – Maggie Hedley
- Donald Elson – Sam
- Susan Mosher – siostra June, pielęgniarka
- Lisa Welti – siostra Trish, pielęgniarka
- Jill Brennan – siostra Betty, pielęgniarka

### Nowela1972
- Michelle Williams – Linda
- Chloë Sevigny – Amy
- Nia Long – Karen
- Natasha Lyonne – Jeanne
- Heather McComb – Diane
- Amy Carlson – Michelle
- Lee Garlington – Georgette
- Rashida Jones – feministka
- Kirk Trutner – sąsiad

### Nowela2000
- Sharon Stone – Fran
- Ellen DeGeneres – Kal
- Regina King – Allie
- Kathy Najimy – doktor
- Mitchell Anderson – Arnold
- George Newbern – Tom
- Lucinda Jenney – matka Elly
- Steffani Brass (w czołówce wymieniona jako Steffani Anne Brass) – Ella

## Fabuła
Na całość filmu składają się trzy segmenty, każdy z nich – rozgrywający się w różnej od poprzedniego lub poprzedzającego czasoprzestrzeni – traktuje o losach amerykańskich lesbijek.
Bohaterka pierwszej opowieści, Edith Tree (Redgrave), traci partnerkę, Abby Hedley, która umiera, trafiwszy do szpitala po rzekomo błahym wypadku. Edith, także wieloletnia współlokatorka zmarłej, kontaktuje się z jej rodziną. Tym jednak, po śmierci krewnej, zależy wyłącznie na przejęciu jej majątku. Osobista tragedia Edith nie zostaje przez Hedleyów zauważona.
Drugi z segmentów jest historią o nietolerancji. Z brakiem akceptacji w środowisku lesbijskim spotyka się bowiem Amy (Sevigny), niezależna nonkonformistka, nosząca męskie ubranie i jeżdżąca na motocyklu. Amy staje się jednak obiektem fascynacji młodej feministki Lindy (Williams), która za swoje skłonności seksualne zostaje wyrzucona z uczelnianej organizacji feministycznej. Dziewczyny nawiązują ze sobą romans.
Bohaterkami ostatniej historii są Fran (Stone) i Kal (DeGeneres), dwie lesbijki, które – po latach udanego związku – zapłonęły chęcią posiadania potomka. Odmówiwszy parze zaprzyjaźnionych gejów, chętnych do spłodzenia dziecka, Kal i Fran decydują się na sztuczne zapłodnienie; w tym celu trafiają do banku spermy, gdzie jednak dowiadują się, że wybór nasienia odpowiedniego mężczyzny nie należy do łatwych.